# John Sveinsson
John Lunde Sveinsson (29 gennaio 1922 – 14 gennaio 2009) è stato un allenatore di calcio e calciatore norvegese, di ruolo attaccante.

## Carriera

### Giocatore

#### Club
Sveinsson debuttò con la maglia del Lyn Oslo nel 1938, in occasione della sfida vinta per 11-3 contro lo Skeid. Vinse la Coppa di Norvegia 1945 con questa maglia. Fu capocannoniere del campionato 1950-1951, con 19 reti.

#### Nazionale
Giocò 3 partite per la Norvegia. Esordì il 21 ottobre 1945, nella sconfitta per 10-0 contro la Svezia. Il 15 maggio 1951 arrivò la sua unica rete, nella sconfitta per 2-1 contro l'Inghilterra.

### Allenatore
Fu allenatore del Lyn Oslo dal 1963 al 1966.

## Palmarès

### Giocatore

#### Club

##### Competizioni nazionali
- Coppa di Norvegia: 1

Lyn Oslo: 1945

#### Individuale
- Capocannoniere della Hovedserien: 1

1950-1951 (19 gol)